# Körperschallmelder

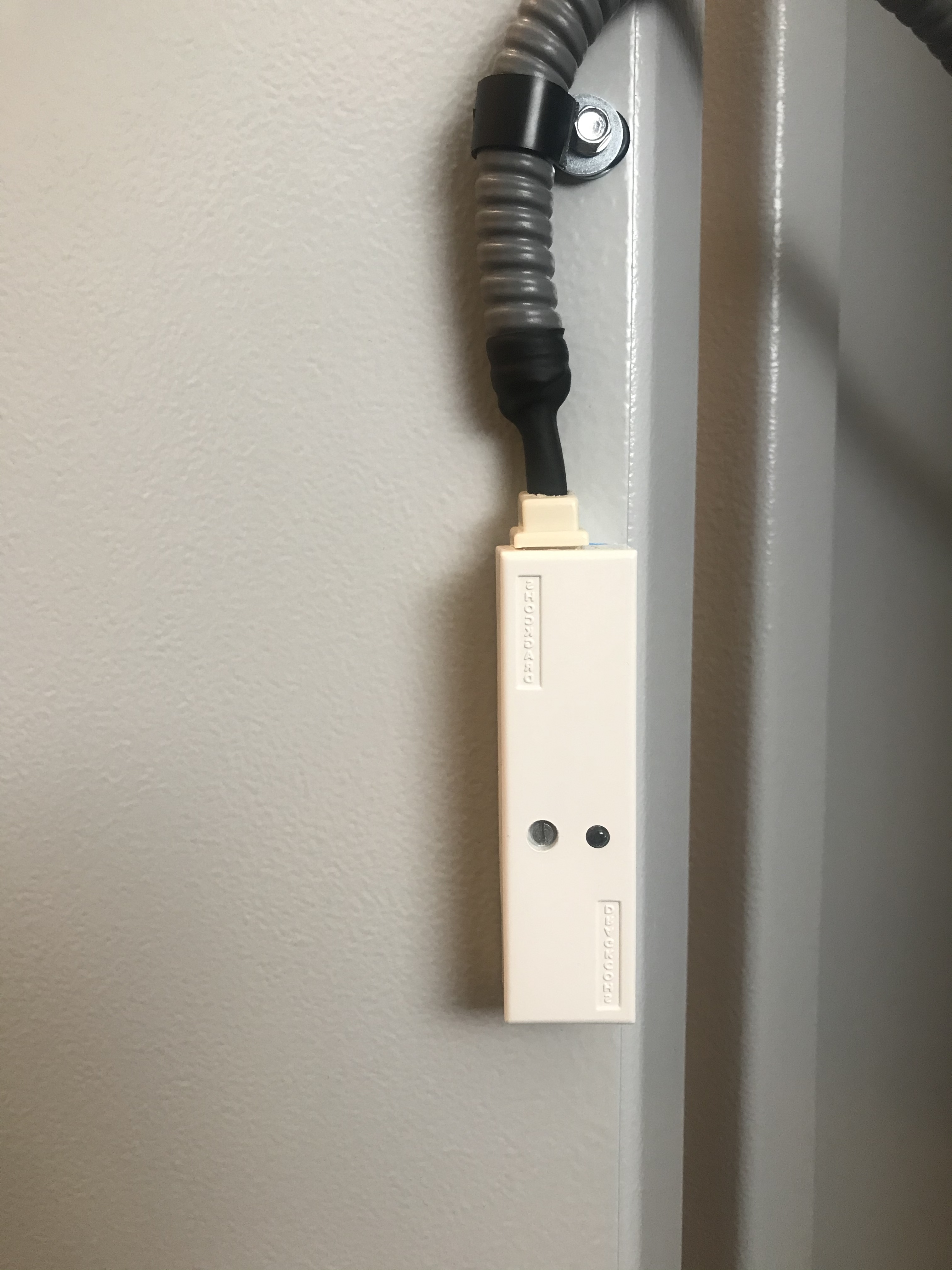
Körperschallmelder an einer Tresortürinnenseite

Körperschallmelder (KSM)  dienen dem Erkennen und Melden von, mit zerstörerischer Gewaltanwendung verbundenen, Eindringversuchen in Wertschutzbehältnisse und -räume aus Stahl oder Beton (z. B. Tresorschränke und Modultresore). Sie sind Bestandteil von Einbruchmeldeanlagen.

## Funktionsweise
Der Körperschallmelder erfasst über ein Piezoelement akustische Ereignisse innerhalb bestimmter Frequenzbereiche und wertet diese über einen integrierten Prozessor aus. Der wesentliche Körperschall wird durch das überwachte Material erzeugt, wenn durch intensive mechanische oder thermische Einwirkungen Veränderungen in dessen Strukturgefüge stattfinden. Durch dieses Wirkungsprinzip können auch „stille“ Angriffe (z. B. mit Schneidbrenner) erkannt werden.

## Aufbau / Installation
Bei technisch aktuellen Körperschallmeldern sind Piezoelement und Auswerteelektronik in einem Gehäuse vereint. Das Gerät verfügt über eine ebene Montagefläche, mit der es direkt auf die zu überwachenden Fläche aufgeschraubt wird. Die Mehrzahl der neu produzierten Tresore verfügt bereits über entsprechende Gewindebohrungen. Bei der Nachrüstung älterer Tresore werden Adapterplatten aus Stahl aufgeschweißt bzw. angedübelt. Über DIP-Schalter und externe Steuereingänge werden die Körperschallmelder entsprechend ihrer Einsatzumgebung parametriert. Mögliche Parameter sind dabei meist die Empfindlichkeit und die Anzahl der Ereignisse in kurzer Zeitspanne.

## Prüfung
Zur regelmäßigen Funktionsprüfung dienen Prüfsender, die in unmittelbarer Nähe zum Körperschallmelder auf der zu überwachenden Materialoberfläche installiert werden. Diese übertragen bei Aktivierung (vom Körperschallmelder selbst oder durch eine externe Steuerelektronik erzeugte) Schwingungen in den kritischen Frequenzbereichen auf das Material.

## Zuverlässigkeit
Körperschallmelder arbeiten bei richtiger Parametrierung sehr zuverlässig. Falschalarme sind wegen des Wirkungsprinzips theoretisch ausgeschlossen. In der Praxis jedoch zeigen sich Phänomene:

### Beispiel Brückenbauarbeiten
Bei einem im Kellergeschoss installierten Modultresor in Stahlbeton-Bauweise einer Bankfiliale fanden während der Ersetzung einer Brücke in ca. 30 m Entfernung mehrere Falschauslösungen durch die Körperschallmelder statt. Die neue Brücke wurde vor Abriss der alten daneben gebaut und nach deren Demontage auf Position geschoben. Zu diesem Zweck wurde eine „Rütteltechnik“ angewendet, die offenbar den bis zum Tresor gelangten Körperschall im kritischen Bereich verursachte.

### Beispiel Münzgeld
Ein Körperschallmelder in einem Münzauszahler verursachte regelmäßig an gleichen Wochentagen zur gleichen Uhrzeit eine Falschauslösung. Die Auswertung der Transaktionsprotokolle des Automaten ergab, dass eben zu diesem Zeitpunkt der Inhaber eines nahe gelegenen Ladengeschäftes ein immer gleiches Kontingent an Münzgeld abforderte. In mehreren praktischen Versuchen zeigte sich, dass der Körperschallmelder nach dem schnellen, gleichmäßigen Fallen von ca. 50 Zehn-Cent-Münzen in den aus Edelstahl gefertigten Ausgabeschacht „zuverlässig“ auslöste.